# Guerre civili (storia romana)
Con la comune espressione di Guerre civili si intendono, nella Storia romana, i conflitti che videro contrapposti eserciti e condottieri romani dall'ultimo periodo della Repubblica fino al tardo periodo imperiale:
- la guerra civile tra Mario e Silla combattuta tra l'86 e 82 a.C. tra Lucio Cornelio Silla, Gaio Mario ed i mariani;
- la guerra sertoriana combattuta tra Silla e le rimanenti forze mariane in Spagna, guidate dall'abile condottiero Quinto Sertorio, in cui fu protagonista con la sua prima impresa militare Pompeo.
- la guerra civile combattuta nel 49-44 a.C. tra Cesare e Pompeo e descritta nel De bello civili di Cesare;
- le guerre combattute tra il 44 a.C. e il 31 a.C. prima contro i Cesaricidi e poi tra Ottaviano e Marco Antonio.
- l'anno dei quattro imperatori del 69, nel quale si scontrarono Galba, Otone, Vitellio e Vespasiano per la conquista del potere imperiale alla morte di Nerone.
- la guerra civile romana (193-197), scoppiata in seguito alla morte di Pertinace (193), tra i pretendenti al trono Didio Giuliano, Pescennio Nigro, Clodio Albino e Settimio Severo, che vide alla fine la vittoria di quest'ultimo.
- la battaglia di Antiochia (218), in cui l'esercito dell'imperatore Macrino venne sconfitto dalle legioni del pretendente al trono Eliogabalo.
- il periodo dell'anarchia militare (235-284) dove si susseguirono quasi cinquanta tra imperatori legittimi ed usurpatori provinciali.
- battaglia di Chalons (274) quando l'imperatore Aureliano sconfisse l'esercito dell'Impero delle Gallie
- la rivolta di Carausio, combattuta tra il 286 e il 296, in cui l'usurpatore Carausio, autoproclamatosi imperatore della Gallia e della Britannia, sfidò l'imperatore legittimo Massimiano.
- la guerra civile romana (306-324), che scoppiò in seguito all'abbandono del potere da parte di Diocleziano nel 305 cessò con la riunificazione dell'Impero romano da parte di Costantino I nel 324.
- la guerra civile romana (350-353), combattuta tra il 350 e il 353, scoppiata in seguito alla rivolta del generale Magnenzio, che uccise l'imperatore Costante e venne battuto dall'imperatore Costanzo.
- la battaglia della Sava combattuta nel 388 tra Teodosio I e l'usurpatore Magno Massimo.
- la battaglia del Frigido, combattuta nel 394, che vide il conflitto tra l'imperatore Teodosio I e l'usurpatore Flavio Eugenio, eletto dal generale franco Arbogaste in seguito alla morte in circostanze sospette del giovane cognato di Teodosio, Valentiniano II.
- la battaglia di Ravenna combattuta tra il console Flavio Ezio e il comes Bonifacio.
- l'assedio di Roma del 472 tra l'imperatore romano d'Occidente Antemio e il generale goto Ricimero affiliato all'esercito romano, che vide la vittoria di Ricimero.